# Cheilotrichia (Empeda) affinis
Cheilotrichia (Empeda) affinis is een tweevleugelige uit de familie steltmuggen (Limoniidae). De soort komt voor in het Palearctisch gebied.